# Jaume Ferrer Bassa

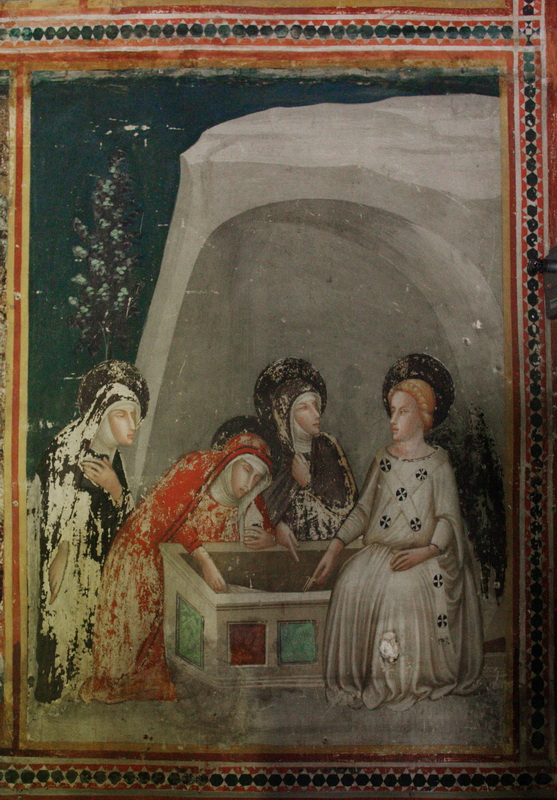
Tres mujeres en la tumba, Monasterio de Pedralbes, Barcelona.

Jaume Ferrer Bassa (Las Guñolas-Avinyonet del Penedés c. 1285 – Barcelona, 1348) fue un pintor y miniaturista de la Corona de Aragón, donde trabajó intensamente para la corte de los reyes Alfonso IV y Pedro el Ceremonioso. 
Ferrer Bassa abandonó la inicial influencia francogótica y, como otros pintores de la Corona de Aragón, se decantó tanto por la escuela florentina como por la escuela sienesa, después de entrar en contacto con estos movimientos durante una estancia en Italia. Se le considera, junto con su hijo Arnau, el fundador del principal obrador de italianismo pictórico en Barcelona y en toda la Corona de Aragón, bajo el impulso áulico de la corte de los reyes de Aragón.
Los historiadores de principios del siglo XX lo llamaron el «Giotto catalán». Hay datos de su biografía en las ciudades de Zaragoza y Barcelona entre los años 1324 y 1348, cuando se cree que murió de peste junto con su hijo y discípulo Arnau Bassa.

## Vida

### Origen
Su vida personal ha sido relacionada con un estilo libertino y amante de la buena vida, considerado por algunos historiadores un «Filippo Lippi a la catalana» . El rey Jaime II en 1315 y a instancias de su esposa María de Chipre, lo perdonó por el asalto a tres doncellas. También se le asocia con un ciudadano con su mismo nombre de Les Gunyolese (Barcelona), que aparece mencionado en un documento de 1320 acusado de ofensas, un delito que supuso que Bernat de Fonollar ordenara la confiscación de sus bienes y un exilio temporal. En caso de tratarse de él, su vinculación con Las Guñolas podría ser de origen familiar, ya que consta que en 1160 los comendadores de la preceptoría del Templo de Las Guñolas otorgaron unas tierras para artigar y construir unas casas en el término «del castillo» del municipio de Olèrdola. A principios del siglo XIII, un tal Pere de Bassa era el veguer de Vilafranca y también se conoce un derecho de propiedad a favor de un tal Ferrer Bassa en 1243, es decir, se identifican antecedentes desde casi dos siglos antes.

### Viaje a Italia
Entre el encargo para decorar unas capillas en Sitges de 1324, y el encargo del rey Alfonso el Benigno para pintar Usatges de Barcelona i Costums de Catalunya en 1333, hay un espacio sin referencias documentales sobre su actividad, salvo una comparecencia judicial en febrero de 1325. Esta etapa de entre ocho o nueve años se ha identificado con el periodo en el que viajó a Italia, es decir entre el 1325 y el 1332, cuando se cree que visitó la Toscana y los monasterios de Asís. Su obra indica que conoció a Giotto, aunque no se ha podido determinar el posible encuentro, pudiendo ser en Italia o bien convirtiéndose esta influencia de manera indirecta, a través de Aviñón.

### Trabajo para el rey de Aragón
Dos documentos reales de 1333 y 1335 sobre pagos, uno de ellos con la descripción pro suo salario seu labore vienen a demostrar que estaba al servicio regular del rey de Aragón Alfonso IV, fallecido en 1336. Algunos historiadores han atribuido a Bassa el título de «pintor del rey», un cargo que Sanpere y Miquel rechaza, ya que el primero que consta con este cargo oficialmente fue Luis Dalmau.

### Familia
Con su esposa Blanca Eran padres de Arnau Bassa, el cual formó parte de su taller, y de Blanca Bassa, que se casó en marzo de 1347 con el escultor Jaume Cascalls. Este último colaboró también como pintor en el taller de los Bassa, al menos en unos trabajos en Zaragoza encargados a Bassa. Probablemente también eran hijos suyos Bartomeu Bassa, pintor que se ha relacionado con Jaume Serra, y Berenguer, fallecido en 1363 a manos de un personaje llamado Simón Torres. La historiadora Rosa Alcoy considera que la falta de alguna otra referencia sobre Berenguer podría deberse a un lapsus calami en la nota de su muerte y que en realidad se trate de Bartomeu.
A pesar de la fama y la gran actividad que tenía Ferrer Bassa, su situación económica no era muy buena y cuando su hija se casó con Cascalls, tuvo que liquidar la dote en varios pagos a medida que cobraba trabajos.
El pintor murió a causa de la peste en 1348, en una fecha cercana al 14 de abril. Su hijo Arnau Bassa también murió víctima de la epidemia en ese mismo año.

## Taller

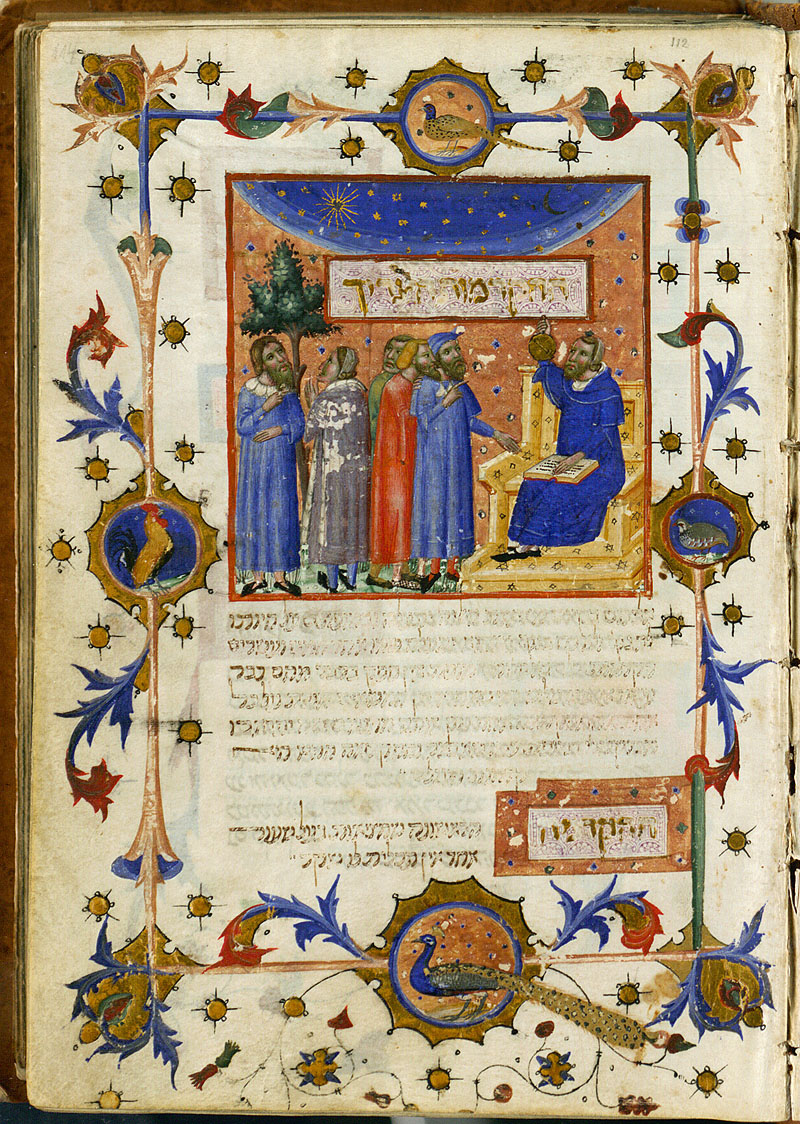
Versión de 1348 de la Guía de perplejos. Ferrer Bassa o quizás su taller, fue el autor de la iluminación de varios manuscritos hebreos medievales. Uno de estos es la copia de la Guía de perplejos de Maimónides traducida del hebreo por Samuel ibn Tibon (1150-1230) que se conserva en la Biblioteca Real Danesa de Copenhague, conocido como el «Maimónides de Copenhague» con diferentes letras capitales figurativas lujosamente decoradas. Se ha considerado la posibilidad de la existencia de un colaborador judío en el taller de los Bassa quién podría haber realizado algunos de los motivos marginales. El encargo lo hizo Menachem Betsalel, un judío que era el médico de Pedro el Ceremonioso en Barcelona y que también murió víctima de la peste, el rey tuvo que dar apoyo económico a su viuda. En 2007, D.R. Halperin analizó el llamado Mahzor catalán, un libro de oraciones decorado en el siglo XIV que se conserva en la Biblioteca Nacional de Israel. Tras comparar similitudes entre esta obra y el Libro de horas de la reina María de Navarra, concluye que existe una clara relación entre el autor de esta iluminación y el hipotético colaborador judío de Bassa.

Existen documentos de los años 1340 que identifican y relacionan diversos pintores de Barcelona vinculados con Ferrer Bassa. Uno de estos documentos de 1341 sitúa a Bernat Vital y Bernat Valls actuando conjuntamente como testigos. También en calidad de testigo figura Juan Roger en otros documentos de 1341, de 1345, y de 1346, en este caso junto con Vicentius de Podio –o Vicenç Puig– y un tal Barata. Con este apellido hay documentados en Cataluña dos pintores en la primera mitad del siglo XIV, hijos de Ramón Barata, del que se desconoce la profesión: Bernat Barata (fl 1314-1346) y su hermano Francisco Barata, el cual fue aprendiz de Aloi de Montbrai el 1341.
De quien hay constancia específicamente como miembros de su taller es de Berenguer de Montserat, al que Ferrer Bassa pagó el sueldo durante 1346, y Galcerà Provençal, quien entró como aprendiz el 30 de enero de 1348.
En el taller de los Bassa también trabajaron figuras destacadas como su hijo Arnau Bassa o su continuador Ramon Destorrents, así como también hay que añadir al Maestro del Escrivá y el Maestro de Baltimore. A menudo se hace difícil discernir las diferentes manos que intervinieron en una obra. En otros casos, se acaba encontrando la autoría de algunos trabajos atribuidos inicialmente a su taller, como el caso del Retablo de San Marcos de la Seu de Manresa atribuido a Arnau Bassa. Asimismo se cree que la traza del Maestro del Escrivá y la del Maestro de Baltimore se manifiesta en buena parte de las miniaturas de los dos volúmenes del Decretum Gratiani de la Biblioteca Británica y también en algunos motivos decorativos del  Libro Verde, dos obras que no constan documentalmente encargadas a su taller.
El suyo fue el principal taller del primer italianismo pictórico en Barcelona y en toda la Corona de Aragón, movimiento que tendría una segunda oleada en la segunda mitad del siglo XIV, ya después de su muerte, con Ramon y Rafael Destorrents y el Grupo de Iravals, sin olvidar la línea italianizante tarraconense del Maestro de Santa Coloma de Queralt, que podría tener una relación con los trabajos realizados por Ferrer Bassa en aquellas tierras, algunos recientemente documentados.
Esta importancia y reconocimiento del taller de los Bassa en la época permitió, por ejemplo, que el rey Pedro el Ceremonioso no fuera cuestionado en Zaragoza cuando le encargó los retablos para el Palacio de la Aljafería de la capital del reino de Aragón, a pesar de tratarse de un pintor catalán. Además, con esta decisión, se puede afirmar que fue Ferrer Bassa quien llevó a los pintores aragoneses los conocimientos de la pintura sienesa y florentina.

### Su hijo Arnau

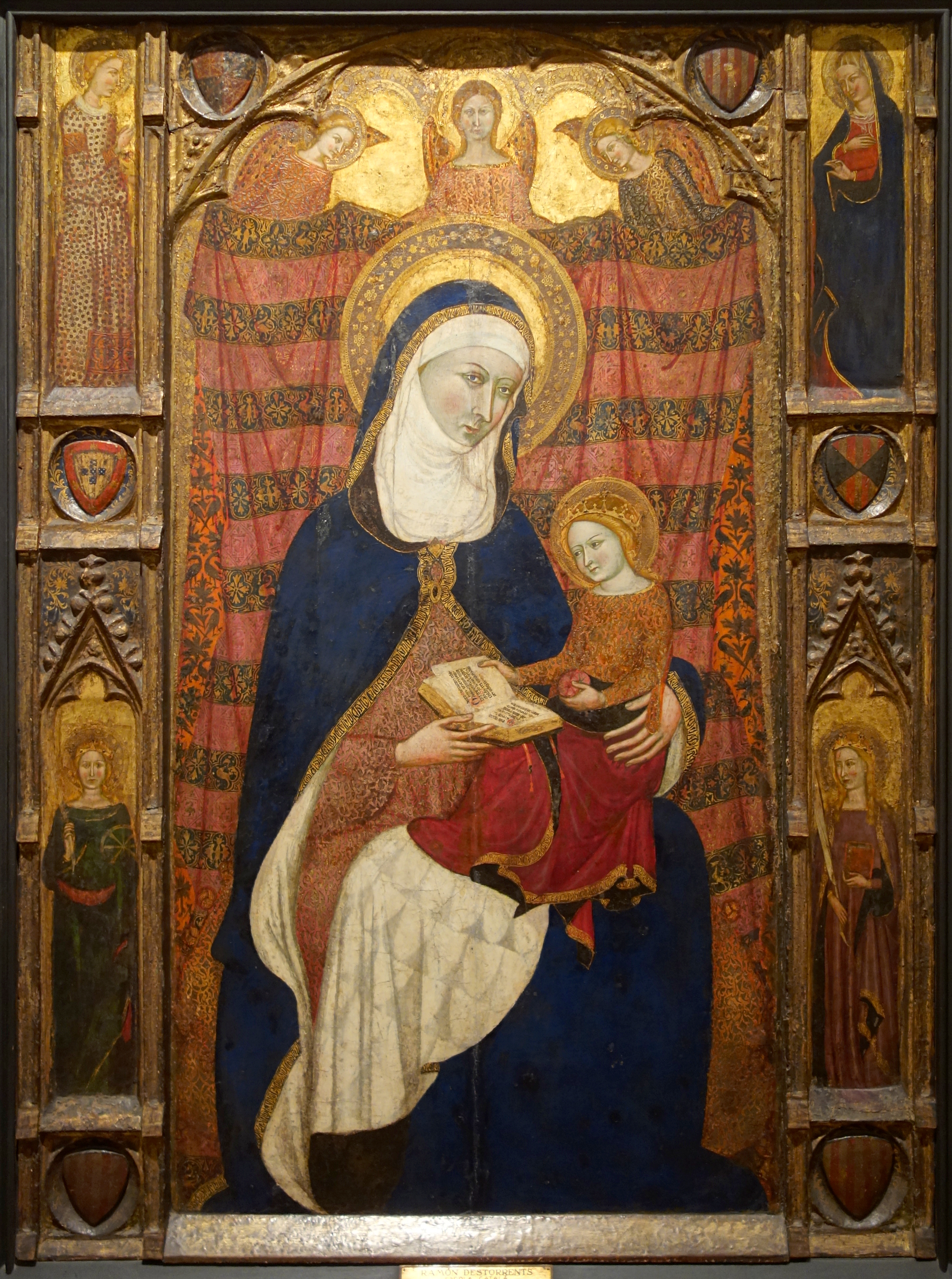
Retablo de Santa Ana y la Virgen, terminado por Ramon Destorrents.

A partir de 1345 su nombre comienza a aparecer relacionado con el de su hijo Arnau Bassa. El 23 de febrero de 1345 ambos firman un convenio y una escritura de reconocimiento y el 10 de noviembre de 1346 Ferrer Bassa otorgó poderes a su hijo Arnau, unos documentos que permiten conocer su mayoría de edad.
La presencia de su hijo Arnau en el taller no impidió que éste hiciera trabajos por su propia cuenta como, por ejemplo, el Retablo de San Marcos encargado para la capilla que el gremio de zapateros de Barcelona, tenía en la catedral de la ciudad, tal como se recoge en un documento fechado el 11 de diciembre de 1346. Considerado el relevo natural, aparece explícitamente mencionado en el contrato de 1348 del monasterio de Pedralbes para pintar una tabla de San Antolín de Pamiers, donde se especifica la fórmula in defectu alterius, a fin de asegurar que hubiera continuidad en caso de morir el padre.
Finalmente murieron padre e hijo en el mismo año 1348. Una noticia del 26 de enero de 1350 lo confirma, ya que Pedro el Ceremonioso ordenó la liquidación económica de un retablo iniciado por su taller para el convento de San Francisco de Valencia, que no había sido finalizado.
El trabajador de su taller Ramon Destorrents terminó algunos de los trabajos ya apalabrados y continuó al servicio del rey.

## Estilo
Ferrer Bassa abandonó su primera influencia francogótica. Como otros pintores de la Corona de Aragón, recibió la influencia de las escuelas florentina y sienesa y se le ha llamado el «Giotto catalán». A pesar de eso, no se cree que su «giottismo» fuera una influencia directa de la escuela florentina, sino de los hermanos Pietro y Ambrogio Lorenzetti, los cuales importaron el estilo de Giotto desde Asís hacia Siena.
El pintor hace un tratamiento de la figura humana con vigor, pero sin dureza; una observación directa permite admirar cómo conseguía grandes efectos con procedimientos sencillos. Realizaba los volúmenes de los cuerpos desde una perspectiva óptica más que anatómica, con la consiguiente creación de un tipo humano nada esbelto y con unas proporciones reales de los cuerpos que oscilan entre las seis y las siete cabezas. La gran parte de la sensación de realidad de sus personajes se debe al dibujo, un poco convencional, de rostros ovalados con largas narices y del vigor de los trazos de la cara, bien ajustados, que parecen darles todo el valor de un realismo puro. El carácter que otorgaba a los rostros se acercaba mucho a los modelos sieneses no exentos, por otra parte, de algunas formulaciones menos animistas del arte florentino. Mención especial merece el tratamiento que hacia en las manos, con unos dedos largos que, formando una especie de haz convergente, parecía dotarlos de movimiento, una característica que da vida a la mano. Aplicaba a los personajes una gestualidad que refuerzaba la expresividad de cada figura, y explotaba la riqueza de colores y de recursos plásticos como los sutiles juegos de luz y sombra.
Como el resto de trescentistes, incluidos los italianos, prestó más atención a las figuras que a la naturaleza y así sus montañas están poco trabajadas. En la obra de Bassa el tratamiento del entorno natural adquiere una importancia relativa y no conforma un paisaje determinado, sino que el artista escoge elementos inconexos, como áridas construcciones rocosas que sitúa para acompañar el relato. Trata, pues, los elementos de forma individual sin configurar un concepto de totalidad como, por ejemplo, hacía Giotto en establecer una cierta gradación de formas que generaban una relativa continuidad.
Se ha atribuido esta influencia de la escuela sienesa sobre Ferrer Bassa a un viaje realizado para entrar en contacto con la pintura del Trecento italiana; un viaje que se habría producido entre 1333 y 1339, unas fechas en las que no se tienen otras noticias suyas ni ningún encargo conocido. Podría haber sido en Siena donde habría contactado con la obra de los hermanos Lorenzetti, en Aviñón, donde residió Simone Martini mientras pintaba el Retablo Orsini del que emula la escena del descendimiento en la pintura de la celda de San Miguel, y probablemente también en Orvieto, cerca de Siena, Asís y Arezzo.
Su primer biógrafo, Sanpere y Miquel afirmaba que: «...la observación de las pinturas de Pedralbes hacía aún más deplorable la pérdida de su obra, porque no podemos ni queremos creer que no hiciera otras pinturas tan expresivas para la enérgica factura como por la profundidad de su sentimiento religioso.»

## Obra
Durante muchos años se ha considerado que la documentación más antigua correspondía al pago de las pinturas de Sitges de 1324. Una documentación descubierta en 1995 en el libro de visitas pastorales de la iglesia de Santa María de Alcover, sin embargo, recoge que el 29 de enero de 1315, en calidad de pintor de Villafranca, acordó con Guerau de Artiá, Pere de Muntsó, Guillem Guerau y el presbítero Bernat Spana (o Spaera), que retornaría a Alcover ocho días después de la Candelaria con un ayudante para pintar una imagen de Santa María en un paramento de la iglesia. Por el trabajo recibirían diariamente 21 deniers él y 12 su ayudante, además de la manutención, una cantidad modesta que denota que podría ser uno de sus primeros trabajos. El hecho de trabajar in situ hace pensar que se trataría de un fresco o una técnica mixta como la que usó en 1346 en las pinturas de Pedralbes. El estado actual de la iglesia después de ser quemada en 1936 no permite identificar ningún rastro, si bien existe una foto anterior, obra de Pere Català Pic , donde se aprecian restos de pintura en la pared de los pies de la iglesia, bajo el coro.
Existe una ápoca –carta de pago– de 300 sous barceloneses fechada el 28 de junio de 1324 en la que Bernat de Fonollar le pagaba la decoración de las capillas de San Miguel y de San Pedro Mártir de la antigua iglesia parroquial de Sitges; y otra por importe de 30 sous entre los mismos intervinientes que liquidaba la pintura de dos cruces para dichas capillas.
El segundo encargo documentado corresponde a lo que le hizo el rey Alfonso el Benigno desde Montblanch, el 9 de agosto de 1333, para pintar los Usatges de Barcelona i Costums de Catalunya. El rey escribe a su tesorero para que apresure a Bassa a pintar cuanto antes mejor, «cueste lo que cueste», el libro del doctor en leyes Raimond Vinader donde se recogían el Usatici Barchinone te Consuetidines Cathaloniae. Tenía que pintar estorialiter, es decir, con historias y representaciones que ilustrasen el libro. Por este trabajo cobró 200 sous barceloneses en 1333, 50 sous en 1334 y 200 más pagados como liquidación al finalizar el mismo el 15 de febrero de 1335. El libro no se ha conservado. La iluminación de los Usatges... debió resultar bastante satisfactoria a juzgar por el nuevo encargo que le hizo el rey el 29 de agosto de 1335, donde le pagaba parte de un retablo sobre la vida de San Luis para el convento de los frailes menores de Teruel. De este retablo no se tiene ninguna noticia más, si bien hay que considerar que la iglesia fue construida de nuevo en la segunda mitad del siglo XIV y, quizá la obra de Bassa desapareció con el edificio antiguo. La hipótesis de que no se hubiera llegado a hacer, parece que se puede descartar por la existencia de un documento de 29 de septiembre de 1335 donde se indica un pago parcial de los 2.000 sous del total que costaba la obra.

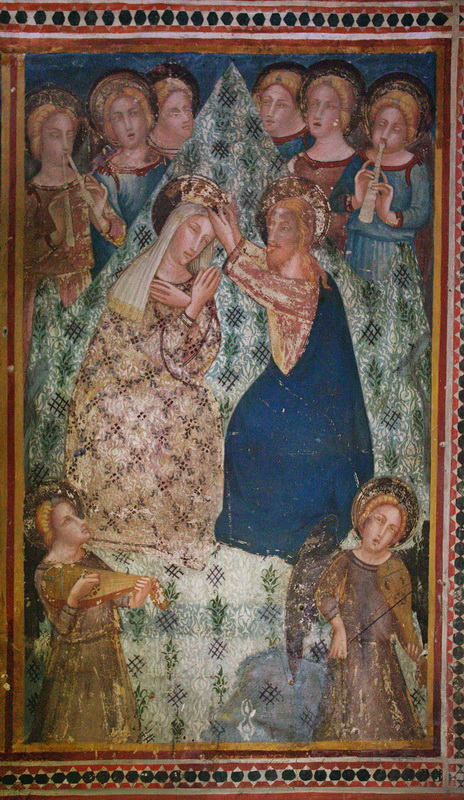
Pinturas de la Celda de San Miguel en el monasterio de Pedralbes. Escena de la Coronación de María. Consta de 25 escenas, que cubren setenta y cinco metros cuadrados de los muros de la pequeña capilla-oratorio, están realizadas siguiendo el estilo de la escuela sienesa, con combinación de técnicas pictóricas y la incorporación de detalles metálicos para reslatar puntos específicos de las escenas. El conjunto representa un gran testimonio dentro de la pintura gótica catalana.

El 1336 murió el rey y fue relevado por Pedro el Ceremonioso, quien le mantuvo la confianza y le encargó dos retablos para los altares de la Virgen y San Martín de la nueva capilla del Palacio de la Aljafería en Zaragoza, los cuales realizó, el 24 de mayo de 1339 y diciembre de 1340. Los retablos se hicieron en Barcelona y fueron trasladados a Zaragoza por un costo de 268 sous pagados a Garcia Pereç Pepin. Se trataría de unas piezas considerables a juzgar por el coste de 3.000 sous y por los elogios recogidos en los documentos de la oficina del rey donde se califican de pulcherrima retabularia. En 1343, hay un documento de pago de 300 sous por un retablo para la Aljafería:

... li mana donar an Fferrer Bassa pntor de Barcha. per raho de i.retaule e daltres obres que deu fer per a obs de la Capella de la Aliafaria de Saragoça.

 Aunque no consta documentación contractual, bien podría tratarse de un tercer retablo para el mismo destino.
En abril de 1340 se hace el contrato con Sibila de Peralta, la abadesa del monasterio de Sant Hilari de Lérida. El monasterio estaba situado en el camino de Monzón, cerca de donde hoy en día está el Hospital de Santa María, y fue abandonado definitivamente después de la Guerra de los Segadores. El contrato estipulaba que se debía hacer un retablo dedicado a San Miguel y decorar un blandón, que el retablo debía tener veinte cuadros entre escenas y santos, que tenía que estar hecho con «buen azur de acre y buen oro puro » (bono esur de Acre, et cum bono et puro auro) y debía estar terminado el mes de septiembre para la fiesta del santo. En ese mismo mes, firma un recibo en reconocimiento de pago a Ot de Montcada por una pintura no especificada.
Aún no había terminado en Zaragoza cuando recibió un importante encargo de Ot de Moncada, hermano de reina Elisenda. Se le encargaban tres retablos para las capillas de San Pedro, San Pablo y San Juan que se acababan de construir en la catedral de Lérida. El retraso en entregar el trabajo conllevó que se le conminara a dar explicaciones, mediante un documento del notario Guillem Turell del 20 de julio de 1341, donde se le menciona como «Ferrer Bassa, pintor de imágenes, residente en las afueras de Barcelona, en la calle de Cucurulla.» Bassa presentó diez piezas dibujadas y doradas y con los escudos de los Montcada marcados y plateados sobre los que debería pintar la heráldica del varón con campos verdes. Eran piezas para el retablo de San Pedro, los otros dos iban más retrasados y sólo había hecho cuatro piezas. De estas obras, si finalmente se acabaron, no se conserva ninguna descripción.
El 26 de abril de 1342 el rey Pedro envió una carta a su esposa, María de Navarra, pidiéndole que le hiciera llegar desde Valencia un libro de horas que tenía guardado en un estuche y que estaba pintado por Ferrer Bassa. Esta obra desconocida y un encargo en diciembre del mismo año para decorar unas andas para la reina de Mallorca, demuestran la proximidad al rey como pintor habitual.
Consta registrado el 28 de diciembre de 1343 un contrato para pintar un cuadro para un vecino de Montblanch llamado Berenguer Marsal, así como el correspondiente recibo, pero con fecha 21 de febrero de 1347.
En 1343 tuvo un año con muchos encargos que le ocuparon los próximos años. Por un lado, firma el 18 de agosto de 1343 el primer contrato con la abadesa del monasterio de Pedralbes, Francesca Saportella, sobrina de la reina Elisenda de Moncada fundadora del monasterio, para pintar la celda de San Miguel, y por otro lado, el rey Pedro le encarga sendos retablos para las capillas de sus palacios: el castillo de Lérida, la Capilla de Santa Ágata en Barcelona, el Palacio de Perpiñán y para el de Mallorca, reino que acababa de conquistar ese año. El encargo del monasterio quedó aplazado por las presiones reales.
Comenzó la nueva petición real para realizar en 1344 un retablo para el altar mayor de la capilla de Santa Ágata (Barcelona) dedicado a la María y Jesús, una obra hoy desaparecida. La nota está firmada a las calendas de octubre de 1344 por Ferrer Bassa, pietor civis Barchinone, en Bernardo de Olzinellas. Es una carta de pago, por el precio del retablo encargo del rey Pedro, y que va dirigida a Olzinellas, de la real curia, manda pagar «por el encargo de la corte real de un retablo para la capilla de nuestro palacio con sutiles imágenes de Jesucristo y su madre la Virgen María».
De la ejecución del retablo para el Palacio de Perpiñán sólo se conservan dos documentos, uno del 4 de febrero de 1345 en que el rey apremia al pintor para que lo termine, E aço no mudets com a nos sia a cor ques faça aytan juaçosament com pusca, y un pago de julio de 1345 por 65 sous a un tal A. de Benavarre por dos animales de tiro para transportar el retablo desde Barcelona. En este segundo documento se indica que el retablo estaba dedicado a la Santa Cruz.
En cuanto al retablo de Lérida, fue reclamado el 17 de septiembre de 1346 por el rey con un mensajero donde le pedía que le entregara las piezas que tuviera hechas y le pagaría.

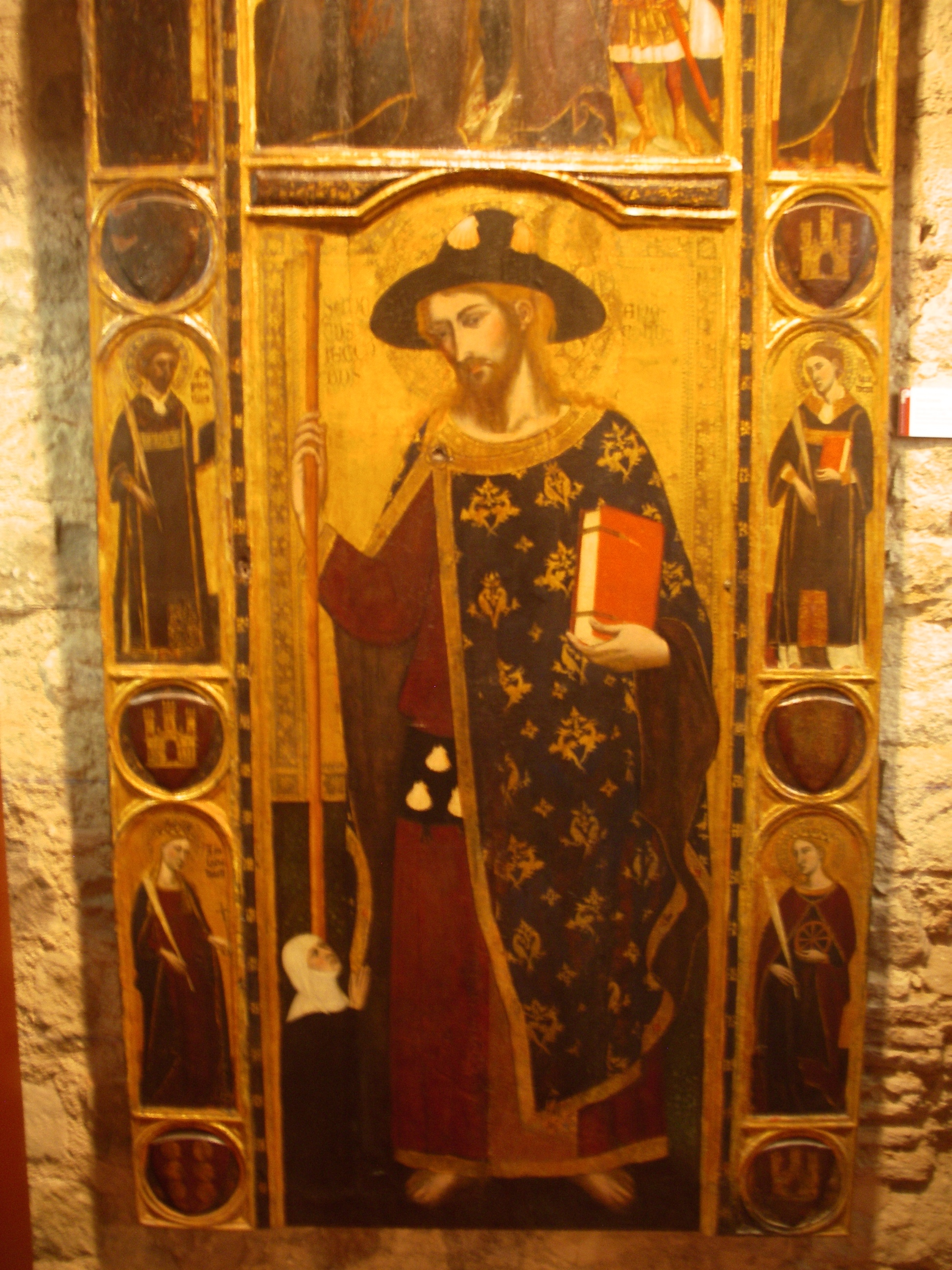
Tabla central del Retablo de San Jaime para el monasterio de Junqueras de la ciudad de Barcelona. Se conserva en el Museo Diocesano de Barcelona. La autoría se atribuye a Ferrer Bassa y a su hijo Arnau, firmantes del contrato, si bien alguna opinión discrepante la atribuye a Arnau de la Pena.

El último retablo de los correspondientes a las capillas reales de Pedro IV fue el Retablo de Santa Ana y la Virgen del palacio real de la Almudaina, que quedó inacabado y fue finalizado por su discípulo Ramon Destorrents. La tabla central se encuentra en Museo Nacional de Arte Antigua de Lisboa,, y parece realizada por Destorrents, mientras que el Calvario, conservado en el Museo de Mallorca, presenta un estilo más cercano a Ferrer Bassa.
En abril de 1346 comenzó su obra más destacada, las pinturas de la celda de San Miguel, del monasterio de Pedralbes, de Barcelona, después de firmar un segundo contrato con la abadesa Saportella el 8 de marzo de 1346. Representan una veintena de escenas, con dos temas principales: La Pasión de Cristo –Flagelación, Cristo llevando la Cruz, Crucifixión, Descendimiento de la Cruz y Entierro– y los Gozos de María –Anunciación, Natividad, Glorificación y Coronación de la Virgen–. Se añade al conjunto imágenes de santos: Juan Bautista, Santiago, Santa Eulalia y Santa Catalina.
La relación del monasterio con Ferrer Bassa no se limitó a este encargo, ya que en 1348, Francesca Saportella, la misma abadesa del encargo de la celda de San Miguel, pidió a Ferrer y su hijo Arnau Bassa la construcción de varios retablos. Uno de ellos dedicado a San Antonino de Pamiers para ubicarlo en la celda de Santa Isabel y San Antonio. Probablemente no era un retablo de grandes dimensiones, sino más bien una tabla, tal como rectifica el contrato unas líneas más abajo cuando menciona una tabula. También les encargó pintar la pared de los pies de la iglesia con el árbol de la vida, los doce apóstoles y los gozos de Nuestra Señora. Esta obra, encargada el 11 de abril de 1348 y con un coste de 1.000 sous, la asumió Arnau Bassa, probablemente porque su padre ya había fallecido. Estas obras o bien no se llegaron a hacer por la prematura muerte de los pintores el mismo año 1348 o bien se han perdido.
El 10 de febrero de 1347 firmó contrato con Tiburgueta, viuda de Simón de Bell-lloch, para la pintura de un retablo de Santiago para el monasterio de Junqueras, que en ese momento se encontraba en la calle Junqueras. La tabla central del retablo se conserva en el museo Diocesano de Barcelona.
El 12 de julio de 1347 se compromete a realizar un retablo para Guillem de Torrelles. Podría tratarse del retablo dedicado a San Silvestre que había en la catedral de Barcelona y que desapareció a finales del siglo XV.
El 20 de noviembre de 1347 el abad del monasterio de Ripoll le encargó la decoración de una urna.
Hay un conjunto de encargos aceptados por padre e hijo en los que no consta su finalización. En concreto, el 8 de diciembre de 1346 aceptan un anticipo para la confección de un retablo. Aceptan también un pedido con recibo firmado por Berenguer Vives, el 25 de septiembre de 1347.

### Obra miniaturista
La actividad de Ferrer Bassa y su taller como iluminador de miniaturas en manuscritos medievales es muy destacada por su calidad. A pesar de ello hay muy poca documentación contractual y las atribuciones a su autoría nacen porque sale mencionado en algún otro documento no directamente relacionado, y para los trabajos de identificación estilística entre estas obras y su producción documentada en temple sobre tabla. Se cree que Arnau Bassa y el Maestro de Baltimore participaron en parte de la producción de estas obras.
La primera obra conocida y, en este caso, bien documentada, es la iluminación de los Usatges de Barcelona en su edición de 1333, una edición actualmente desaparecida.
|  |  |  |

Merecen una mención especial las miniaturas del Libro de horas de la reina María de Navarra, un regalo de bodas para María la primera esposa de Pedro el Ceremonioso de parte de su marido el rey. Actualmente se conserva en la Biblioteca Marciana de Venecia. Indirectamente hay una referencia documental en una carta de 26 de abril de 1342 en que el rey lo menciona a la reina.
La obra cuenta con una ilustración abundante que complementan la riqueza del contenido litúrgico, de características casi exclusivas, como las horas en honor de su ascendiente directo, San Luis de Francia. En la obra se enfatiza el tratamiento del espacio y el uso de colores vivos y delicados. La característica que define el estilo del artista es la forma de retratar los rostros de los personajes, con narices puntiagudas y mirada penetrante, una tipología que durará mucho tiempo en la pintura de los territorios de la Corona de Aragón. Destaca la influencia de Siena impuesta por Giotto di Bondone que suaviza el lenguaje plástico, introduce musicalidad y la vitalidad del diseño gótico: las formas más dulces, las composiciones más armónicas. En la última década del siglo XX se han publicado sendos estudios sobre la obra que, a partir del análisis de los diferentes estilemas y la comparación estilística con otras obras de sus autores, coinciden en identificar la intervención de hasta tres miniaturistas que son responsables de grupos homogéneos de representaciones integrados dentro del libro. No se trata de simples ayudantes de un taller jerarquizado, sino que la obra es el resultado de un trabajo en equipo con una participación interdisciplinar, con la supervisión y coordinación por el maestro principal. Los tres pintores responsables de la factura de esta obra hubieran sido Ferrer Bassa, su hijo Arnau Bassay el Maestro de Baltimore, un miembro de su taller.
A Ferrer Bassa le ha sido atribuido la finalización del Salterio anglo-catalán, conocido también como «Salterio de Canterbury», un trabajo iniciado alrededor del año 1200 en Canterbury y que constaba de 184 folios, el cual fue terminado en Barcelona hacia el año 1340 por Ferrer Bassa, quien añadió cuarenta y seis nuevas miniaturas. El códice original se conserva en París, en la Biblioteca Nacional de Francia.

### Obra atribuida
A raíz de los descubrimientos documentales que sitúan los comienzos de Ferrer Bassa en tierras tarraconenses, las mismas investigadoras le han atribuido dos pinturas murales del claustro del Monasterio de Santes Creus que están en muy mal estado y de las que se desconocía la autoría y que José Gudiol las había relacionado con un «pintor muy dotado de la etapa final del ciclo trescentista». La mejor conservada es una Anunciación situada en el ángulo sur oriental. Según Compnays y Montardit, autoras del descubrimiento de los documentos de Alcover de 1315, algunos detalles pictóricos se identifican con el estilo de Bassa, como los bordes del vestido que recorre los puños y escote del ángel; también el encuadre de la escena dentro de una cenefa imitando una decoración en opus cosmatesco, un recurso utilizado en las pinturas de Pedralbes. Rosa Alcoy ve verosímil esta atribución, si bien prematura por los pocos análisis realizados, teniendo en cuenta la importante nómina del taller de los Bassa que podrían ser el autor.
|  |  |  |

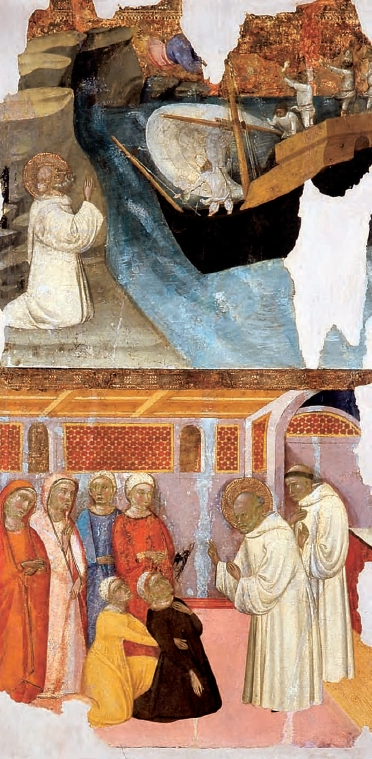
Tablas de San Bernardo de Claraval. Museo Episcopal de Vich.

Se le atribuye también el Retablo de la coronación de Bellpuig, una obra maestra de 1,5 x 2,3 m,
que fue destruida durante la guerra civil española. Su estructura y composición recuerda las Maestá de Simone Martini y de Ambrogio Lorenzetti, del primero utiliza la ubicación de los personajes en líneas convergentes hacia la Virgen, y del segundo adapta el alineamiento de los santos de la última fila todos con la cabeza bien visible, sin solaparse, como pasa a los personajes de Martini. En cuanto a la figura central, si las Maestà, lógicamente, sólo está María entronizada, en esta obra se podía observar la Virgen coronada por su Hijo Jesús, con una fuerte semejanza con la misma escena de la coronación que el autor haría posteriormente en las pinturas de la celda de San Miguel del monasterio de Pedralbes.
Fechado hacia el año 1345, el políptico dedicado a la vida de Jesús y María conocido como políptico Morgan, nombre proveniente de la Pierpont Morgan Library, museo donde se expone, es una obra atribuida al taller de Ferrer Bassa, de quien probablemente es el diseño, si bien la ejecución parece ser obra directa de su hijo Arnau. Es una obra de reducidas dimensiones con escenas de la vida de Cristo y de María, y que destaca por la desnudez del Cristo crucificado. Tiene una predela dedicada a representaciones de santos.
Dos compartimentos laterales de un retablo dedicado a san Bernardo de Claraval de la segunda mitad del siglo XIV que se conservan en el Museo Episcopal de Vich. La obra mantiene una fuerte influencia de Pietro Lorenzetti en las cabezas finas y estrechas con miradas profundas. El juego de la luz, el método de modelado, e incluso el carácter de la pincelada, se inspiran en la misma fuente, de la misma manera las construcciones lineales de las figuras, y el dibujo de las cortinas. La perspectiva del interior muestra una convergencia de las líneas de fuga hacia una gran zona, y en la representación del milagro de un barco salvado de una tormenta en el mar -un tema especialmente querido por los clientes comerciales de arte del siglo XIV-, el pintor ha conseguido una marina con una especie de reducción que debe haber sido aprendido de Pietro, o directamente del autor de la primera marina conocida con perspectiva, la de Ambrogio Lorenzetti de quien hay una pintura en la Galería de los Uffizi sobre un milagro similar pero de San Nicolás. En la tabla de Vich, Bassa está más cercano de Pietro Lorenzetti, de lo que estaban algunos de los propios alumnos de Pietro en Siena.

## Legado artístico e influencias
El taller de Ferrer Bassa fue muy activo e influyente en la primera mitad del siglo XIV. En parte por su estilo innovador con la importación del gótico italiano y en parte por contar con el rey de Aragón como su cliente principal.
Su hijo Arnau Bassa tenía que haber sido el continuador de la estirpe y liderar los importantes artistas del taller como el maestro del Escrivá, el Maestro de Baltimore o Ramon Destorrents. Pero la muerte súbita de ambos (padre e hijo) en 1348 a causa de la peste situó a Ramon Destorrents al frente del taller, por lo menos para finalizar algunos de los encargos del taller.
Ramon Destorrents pasó en poco tiempo de ser un pintor sin identidad artística a autor de un catálogo relativamente extenso, más si se tiene en cuenta que el período de su actividad documentada se limita a una docena de años, de 1351 a 1362. Habría llegado a dirigir del Grupo de Iravals, del que formaban parte los hermanos Serra, los cuales se formaron en su taller, tal como consta en un contrato de aprendizaje de Pedro Serra de 1357.
De esta forma, primero Destorrents y a continuación los hermanos Serra fueron los continuadores de la estilo italogótico incorporado por Ferrer Bassa hasta la llegada del gótico internacional a partir del 1400.